# Max Fiedler
Max Fiedler   (Zittau, 31 de desembre de 1859 - Estocolm, 1 de desembre de 1939) fou un director d'orquestra i compositor alemany.
Fou deixeble del seu pare Carl August, reputat professor de piano, i Gustav Albrecht en teoria i orgue, i des de 1877 fins al 1880, del Conservatori de Leipzig com a becari de la Fundació Holstein. El 1882 fou nomenat professor del Conservatori d'Hamburg, i després del decés de Bernuth, el 1903, director d'aquell establiment docent; el 1904, fou successor de Richard Barth en la direcció dels Concerts Filharmònics, sent contractat el 1908 per dirigir els Concerts Simfònics de Boston, on aconseguí èxits extraordinaris, retornant a Alemanya el 1912; llavors s'establí a Berlín. Des de 1916 fou director de la música municipal d'Essen. Encara que, es distingí com a pianista en els primers anys de la seva carrera, on va aconseguir gran notorietat i una solida reputació fou en la direcció d'orquestra, havent estat al front de les d'Hamburg, de les més importants de Berlín i de les de Sant Petersburg.
Va escriure un Quintet per a piano i instruments d'arc, un Quartet per a instruments d'arc, una Simfonia, estrenada a Hamburg el 1886, una Obertura (1914), diversos lieder i peces de piano.